# South Riding
Pour plus de détails, voir Fiche technique et Distribution.
South Riding est un film britannique réalisé par Victor Saville, sorti en 1938.

## Synopsis
Robert Carne, un écuyer de campagne du Yorkshire, est presque en faillite pour avoir gardé durant de nombreuses années sa femme, qui souffre de démence, dans un sanatorium coûteux où elle jouit de tout le confort possible. Il essaie de donner à sa jeune fille Madge une éducation de qualité mais est obligé de l'envoyer à l'école publique locale où Sarah Barton vient d'être nommée directrice. Plus tard, deux intrigants en immobilier ont un plan, sous couvert d'hypocrisie moralisatrice, qui consiste à supprimer les bidonvilles et construire  à la place des maisons modèles, directement gérés par eux. Leur plan prend progressivement forme mais Robert et Sarah apprennent les dessous du projet. Lors de la réunion du conseil municipal local,  elle informe les habitants et sauve son domaine en dénonçant les intrigues. Plus tard, la mort de la femme de Carne, permet à son époux de vivre avec Sarah.

## Fiche technique
- Titre : South Riding
- Réalisation : Victor Saville
- Scénario : Ian Dalrymple et Donald Bull d'après le roman de Winifred Holtby
- Photographie : Harry Stradling Sr.
- Montage : Hugh Stewart
- Musique : Richard Addinsell
- Pays d'origine :  Royaume-Uni
- Format : Noir et blanc — 35 mm — 1,37:1 — Son : Mono
- Genre : Film dramatique
- Date de sortie : 1938

## Distribution
- Edna Best : Sarah Burton
- Ralph Richardson : Robert Carne
- Edmund Gwenn : Alfred Huggins
- Ann Todd : Madge Carne
- Marie Lohr : Mme Beddows
- Milton Rosmer : Alderman Snaith
- Glynis Johns : Midge Carne
- Felix Aylmer : Président du conseil
- Jean Cadell : Miss Dry
- Skelton Knaggs : Aythorne
- Arthur Hambling : médecin
- Ralph Truman : médecin de maison de retraite